# Lee Haney
Lee Haney, född 11 november 1959 i Fairburn, Georgia, är en amerikansk kroppsbyggare. Haney är 1,80 m lång och delar rekordet i störst antal Mr. Olympia-vinster, åtta stycken (från 1984 till 1991). Han delar rekordet med Ronnie Coleman.